# Hyperboolhoek

hyperboolhoek

De hyperboolhoek beschrijft de verdraaiing tussen twee lijnen in het twee-dimensionale vlak met behulp van een hyperbool. Deze hoek speelt een grote rol in de oorspronkelijke beschrijving van hyperbolische functies.
Wanneer twee lijnen elkaar snijden in de oorsprong is de hyperboolhoek tussen die lijnen tweemaal de oppervlakte begrensd door de lijnen en de hyperbool {\displaystyle x^{2}-y^{2}=1}. 
Standaard wordt de hyperboolhoek gerekend vanaf de positieve x-as. Wanneer een lijn hyperboolhoek x maakt met de positieve x-as, dan snijdt die lijn de hyperbool in het punt (cosh(x),sinh(x)). 

## Analogie met goniometrie
Er is een sterke analogie met de goniometrie. De definitie is analoog aan de definitie van de goniometrische hoek in radialen met behulp van de eenheidscirkel. Ook worden goniometrische functies (sinus, cosinus, etc) gedefinieerd door een punt op de eenheidscirkel. Belangrijk verschil is wel dat hyperbolische functies niet periodiek zijn.

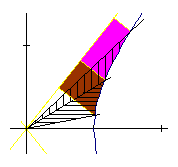
hyperboolsegmenten (gestreept) en hun equivalent (gekleurd)

## Hyperbolische rotatie
Hyperbolische rotatie over een hoek x kan worden verkregen door aan te nemen dat alle lijnen roteren het een hoek x terwijl alle hyperbolen van de vorm {\displaystyle x^{2}-y^{2}=r} op zichzelf worden afgebeeld. Een willekeurig punt schuift dan over een van de genoemde hyperbolen tot de lijn die hem met de oorsprong verbindt over een hoek x is geroteerd. Deze hyperbolische rotatie is een lineaire afbeelding die wordt beschreven door de matrix:
{\displaystyle H={\begin{bmatrix}\cosh(x)&\sinh(x)\\\sinh(x)&\cosh(x)\end{bmatrix}}}
Om eigenschappen van hyperbolische functies af te leiden kan men gebruikmaken van het equivalent hyperboolsegment. Twee lijnen door de oorsprong begrenzen samen met de hyperbool een hyperboolsegment.
Wanneer men vanaf de snijpunten met de hyperbool een loodlijn op de asymptoot tekent, krijgt men een vlakdeel met dezelfde oppervlakte als het hyperboolsegment. Bij een hyperbolische rotatie verandert de oppervlakte van het hyperboolsegment niet; het nieuwe equivalente segment is gelijkvormig aan het oude. Met behulp van deze eigenschap kan men onder andere de somformules van de hyperbolische functies afleiden.

## Toepassingen
De hyperbolische rotatie biedt een elegante beschrijving van de lorentztransformatie uit de speciale relativiteitstheorie.
Daarnaast is de hyperboolhoek zoals gezegd van belang voor het definiëren van hyperbolische functies